# Football Club United of Manchester
El Football Club United of Manchester es un club semi-profesional inglés con sede en el Gran Mánchester y desde 2019 juega en la Northern Premier League, la séptima división del fútbol inglés. Fue fundado el 14 de julio de 2005 por partidarios  del Manchester United Football Club que estaban enfadados con la polémica adquisición del club por parte de Malcolm Glazer y que obligó a cientos de aficionados a dejar de seguir al club, renunciando a sus bonos anuales en Old Trafford. Estos aficionados son conocidos con el acrónimo de «the Red Rebels» («los rebeldes rojos»).
Sus tres primeras temporadas fueron un éxito al conseguir tres ascensos consecutivos de categoría. Entró en la décima división del fútbol inglés y se confirmó como campeón el 15 de abril de 2006. Un año después se proclamó campeón de la novena división el 18 de abril de 2007. La temporada 2007-08 finalizó segundo en la Liga Premier del Norte-División del Norte Uno y logró ascender a la séptima división del fútbol inglés través de la eliminatoria de ascenso.
Durante su primera temporada (2005-06), tuvieron una asistencia promedio superior a siete clubes de la League One, incluidos con el que comparten terreno, el Bury FC. También este club realizó la segunda asistencia de público más alta en la English Non-League football. A pesar de que las asistencias cayeron en las dos próximas temporadas, fue el mejor club de 100 en 2007-08. Su récord actual de asistencia es de 6.731 en el partido de desempate de la segunda ronda de la FA Cup contra el Brighton & Hove Albion el 8 de diciembre de 2010.

## Historia

### Fundación
El club fue fundado el 14 de julio de 2005 por los aficionados del Manchester United que estaban descontentos con el club. Aunque estos tenían varias razones para estarlo, la más significativa fue la compra del Manchester United por parte de Glazer que obligó a la creación del FC United. Unos años antes de la creación del FC United, los aficionados del Manchester United ya intentaron la creación de un nuevo club como idea para contrarrestar la oferta de Rupert Murdoch en 1998, pero esta idea al final no se llevó a cabo. Cuando se anunció que la familia Glazer estaba considerando comprar el club, la idea previa volvió a surgir como un posible último recurso y fue comentada y discutida en las revistas de los fanes del Manchester United.
La familia Glazer obtuvo el control total del Manchester United el 12 de mayo de 2005 y los aficionados que se habían opuesto a la toma de posesión organizaron una reunión en el Manchester Methodist Hall el 19 de mayo. Aunque el tema central de la reunión fue la oposición a los nuevos propietarios del Manchester United, en lugar de formar un nuevo club, el presidente de la reunión, Andy Walsh, anunció que la formación de un nuevo club sería discutido en una segunda reunión el 30 de mayo ya que Kris Stewart, el entonces presidente de AFC Wimbledon, le había dado muchos consejos sobre esta idea. Al final, se decidió que el club se formaría si unas 1000 personas se comprometiesen a dar ayuda financiera a finales de julio.
Esta meta se superó y el comité directivo confirmó la creación del club. 
Los fundadores del club escogieron el nombre de FC United, pero la F.A. (The Football Association),  lo rechazó por ser demasiado genérico. Aquellos que aportaron el dinero para la creación del club se les pidió votar el nombre. Las opciones eran: FC United of Manchester, el FC Manchester Central, AFC Manchester 1878 y Newton Heath United FC. El 14 de junio de 2005, se anunció que el FC United of Manchester había sido elegido con el 44,7% de los votos. (AFC Manchester 1878 recibió el 25,7% de los votos, Newton Heath United FC el 25,4% y el FC Manchester Central el 1.7%). FC United sigue siendo utilizado como una abreviatura al nombre del club. El 8 de julio de 2005, más de 4.000 personas habían abonado dinero para el FC United y el club tenía más de £ 100,000 en el banco.
Karl Marginson fue nombrado como presidente el 22 de junio y el club llevó a cabo unos cástines para elegir los jugadores el 26 de junio. 900 personas enviaron una solicitud para participar en los cástines, 200 de estas personas fueron seleccionadas y 17 de estos 200 seleccionados fueron elegidos para jugar en el FC United. A día de hoy, ninguno de ellos sigue en el club.
Cuando el entrenador del Manchester United, Alex Ferguson se enteró de la fundación del FC United, criticó la formación del club afirmando que el club y su gestión parecían estar más interesados en sí mismos que en el Manchester United.
Un club cercano al FC United, El Leigh Railway Mechanics Institute, se encontraba en dificultades financieras en el momento y pidió al FC United que le sucediera con el apoyo adicional de los aficionados del FC United, el club aseguraría su supervivencia. Los fundadores del FC United rechazaron esta propuesta porque estaban creando el club en respuesta a una toma de control impopular y no sentían que la adquisición de un club existente fuese adecuado. Sin embargo, ambos clubes siguieron llevándose bien y el primer partido del FC United fue un amistoso contra el Leigh RMI.
El FC United fue admitido en la segunda división de la North West Counties Football League, poniendo al club en el nivel 10 del sistema del Fútbol Inglés (English football league system), nueve niveles por debajo de la Premier League, la mejor liga del fútbol inglés. La décima división del fútbol inglés tenía cuatro lugares libres en aquel momento, así que a ningún otro club se le negó la promoción como consecuencia de la admisión del FC United. Aunque, el FC United en la temporada  2005–06 no se inscribió en la FA Vase, fueron capaces de jugar en la North West Counties League Challenge Cup. Su entrada en la FA Vase se realizó en la temporada 2006-2007. Un año después hizo su debut en la FA Cup. El club, decidió jugar sus partidos 2005–06 en el football Inglés|2005–06 como local en el estadio del Bury, Gigg Lane, donde la mayoría de los partidos de liga en casa se han jugado desde entonces, con la excepción de algunos partidos en los que el Bury y el FC United jugaban a la misma hora y en casa, haciendo que este último jugase donde el Altrincham en Moss Lane en 2006, el estadio del Radcliffe Borough el Stainton Park Park en 2007 y el estadio Bower Fold del Stalybridge Celtic en 2010.
El 5 de noviembre de 2010, el FC United realizó la hazaña más importante de su historia cuando en la 1ª ronda de la FA Cup ganó a un club de la League One, el Rochdale United por 2 a 3. Al filo de la 1ª parte, el FC United anotó el primer gol del encuentro por medio de Platt. Después en el minuto 49, Cottrell marcó el segundo tanto para los red rebelds. El Rochdale United logró contrarrestar estos dos goles con otros dos tantos que nacieron de dos jugadas a balón parado.

"Y lo mejor estaba por llegar, corría el minuto 94 de partido, los jugadores tan solo contaban con la gasolina de la voz de sus aficionados, ella también era poca puesto que las gargantas tienen un límite(pero a veces cuando pienso en Inglaterra, Escocia y algunos pocos clubes de otros países, lo dudo).
Una jugada del FC United le obligó al delantero Mike Norton a luchar por un balón perdido contra un defensa y el portero, más pillo que nadie mete la bota para tocar el balón justo cuando estaba en posesión del rival y encara escorado una portería destruida por el grito de los miles de aficionados del FC United para celebrar el gol y posteriormente para celebrar una clasificación histórica que nos enseña a los verdaderos aficionados al fútbol que no somos simpatizantes de las grandes superpotencias que aún podemos creer en este deporte.
Fue entonces cuando todos cantaron una canción que conmemora un día real en Inglaterra y a partir de hora también una gesta de unos locos que fueron capaces de desafiar al poder y de plantarle cara: Remember, Remember the 5 of November.""
Extracto de un relato sobre el FC United que Pablo Cañeque recitó el día 15-2-2011 en el programa sobre fútbol británico de Radio Vavel, Britmania.

## Palmarés

### Torneos oficiales
- Northern Premier League Premier Division: 2014-15
- Northern Premier League Division 1 Norte Playoff 2007-08
- North West Counties League Division 1 : 2006-07
- North West Counties League Division 2: 2005-06
- Northern Premier League Presidents Cup: 2007-08
- North West Counties League Challenge Cup: 2006-07
- Supporters Direct Cup: 2006-07
- Jimmy Davis Memorial Cup:2007-08

### Premios y reconocimientos
- Football Foundation Community Club of the Year  2012
- #coops2012 Award  2012
- Co-operative Excellence Award 2009
- Non-league Club of the Year 2006
- BBC North West Sports Awards 2006